# Alosimus abeillei
Alosimus abeillei is een keversoort uit de familie van oliekevers (Meloidae). De wetenschappelijke naam van de soort is voor het eerst geldig gepubliceerd in 1896 door Escherich.